# Runt Lidingö
Runt Lidingö är en kappsegling runt Lidingö medurs, till skillnad från Lidingö Runt som seglas moturs. Runt Lidingö startar norr om Lidingöbroarna och går i mål vid Gåshaga brygga efter att ha rundat en boj söder om nya Lidingöbron och Fjäderholmarna. Runt Lidingö, som är tänkt att avsluta tävlingssäsongen, går av stapeln i början av september.
Banlängden är 19 sjömil. Förutom LYS och entypsklasser har tävlingen en särskild klass för mixade besättningar; Kaktuskannan. Kravet är minst hälften kvinnor ombord inklusive rorskvinna.  År 2005 deltog sammanlagt 116 båtar (2004: 104 st). Kappseglingen anordnas av Lidingö SS.

## Vinnare
| År   | Namn     | Rorsman        | Båttyp  | Segelnr | Klubb                    | Land    | LYS-tid  |
| ---- | -------- | -------------- | ------- | ------- | ------------------------ | ------- | -------- |
| 2004 | -        | Göran Marström | M 20    | SWE 1   | Westerwiks SS Vikingarna | Sverige | 3:46:33  |
| 2005 | Stardust | Mats Andersson | Express | 712     | KSSS                     | Sverige | 05:28:05 |